# Лебница
 Тази статия е за реката.  За селото вижте Лебница (село).  
Лебница или Лебнишка река е река в Северна Македония, Община Берово и Югозападна България, област Благоевград, общини Петрич, Струмяни и Сандански, десен приток на река Струма. Дължината ѝ е 50 km, от които в България 42 km. Отводнява южните части на Малешевска планина и северните части на планината Огражден и по цялото си протежение служи за граница между двете планини.
Река Лебница извира на 1480 m н.в. на 1,4 km югоизточно от връх Огражденец (1748 m), първенецът на планината Огражден - на територията на Северна Македония. Тече на изток и след 8 километра пресича държавната граница и навлиза в българска територия. След границата до село Никудин Лебница тече на североизток, а след селото – в югоизточна посока до село Драгуш, след това извива на изток. При село Лебница излиза от планината и навлиза в Петричко-Санданската котловина, като образува обширен наносен конус. Влива се отдясно в река Струма, на 104 m н.в. срещу промишлената зона на град Сандански. Речната ѝ долина е дълбоко всечена в метаморфни скали и гранити, като образува множество меандри, а долинните ѝ склонове са силно обезлесени и ерозирани.
Площта на водосборния басейн на реката е 318 km2, което представлява 1,84% от водосборния басейн на река Струма.
Основни притоци: → ляв приток, ← десен приток
- ← Мала (в Северна Македония)
- → Цървилска река (в Северна Македония – Циронска река, най-голям приток)
- ← Тролски андък
- ← Крънджилски андък
- ← Иванска река
- ← Драгушки андък
- ← Селското дере

Лебница е с дъждовно и снежно подхранване с пролетно пълноводие (март) и лятно маловодие (август). Среден годишен оток в устието 2,64 m3/s. Максимален оток около 101 m3/s.
По течението на реката има само едно населено място – село Никудин в Община Струмяни. В Северна Македония по течението ѝ няма населени места.
На левия склон по долината на реката е разположен резерватът „Соколата“. Водите ѝ частично се използват за напояване. В нея се въдят мрена, скобар и речен кефал. Зарибена е също с американска пъстърва. Повече от 20 km по течението на реката преминават границите между общините Струмяни и Петрич и Сандански и Петрич.

## Топографска карта
- Лист от карта K-34-94. Мащаб: 1 : 100 000.
- Лист от карта K-34-95. Мащаб: 1 : 100 000.